# Protea Hotels by Marriott
Protea Hotels by Marriott – amerykańska sieć hotelowa należąca do grupy Marriott International. Nazwa sieci pochodzi od srebrnika, rośliny dziko występującej w Afryce Południowej. Roślina ta występuje również w logo sieci. Do sieci należy 67 hoteli z łączną liczbą pokoi 6 855 (31 grudnia 2021).

## Historia
Sieć została założona 1 lipca 1984 przez Otto Stehlika. 22 stycznia 2014 sprzedana za 186 mln USD amerykańskiej sieci Marriott International. Do 14 czerwca 2016 nazwa sieci brzmiała Protea Hotels.

## Hotele
Do sieci należy 65 hoteli w Afryce (27 lutego 2023).

### Afryka
- Algieria

- Protea Hotel Constantine

- Botswana

- Protea Hotel Gaborone Masa Square

- Malawi

- Protea Hotel Blantyre Ryalls

- Namibia

| * Hotel Indongo Walvis Bay | * Protea Hotel Windhoek Fürstenhof    | * Protea Hotel Zambezi River Lodge |
| * Protea Hotel Ondangwa    | * Protea Hotel Walvis Bay Pelican Bay | *                                  |

- Nigeria

| * Protea Hotel Benin City Select Emotan | * Protea Hotel Ikeja Select | * Protea Hotel Lagos Kuramo Waters | * Protea Hotel Owerri Select |

- Południowa Afryka

| * Protea Hotel Bloemfontein                          | * Protea Hotel Clarens                                       | * Protea Hotel Johannesburg Balalaika Sandton | * Protea Hotel Midrand                    | * Protea Hotel Pretoria Loftus Park         |
| * Protea Hotel Bloemfontein Willow Lake              | * Protea Hotel Durban Umhlanga                               | * Protea Hotel Johannesburg Wanderers         | * Protea Hotel Mossel Bay                 | * Protea Hotel Stellenbosch                 |
| * Protea Hotel Cape Town Durbanville                 | * Protea Hotel Fire & Ice! by Marriott Durban Umhlanga Ridge | * Protea Hotel Karridene Beach                | * Protea Hotel Nelspruit                  | * Protea Hotel Stellenbosch Dorpshuis & Spa |
| * Protea Hotel Cape Town Mowbray                     | * Protea Hotel Fire & Ice! Cape Town                         | * Protea Hotel Kimberley                      | * Protea Hotel O.R. Tambo Airport         | * Protea Hotel Umfolozi River               |
| * Protea Hotel Cape Town North Wharf                 | * Protea Hotel Fire & Ice! Johannesburg Melrose Arch         | * Protea Hotel King George                    | * Protea Hotel O.R. Tambo Airport Transit | * Protea Hotel Upington                     |
| * Protea Hotel Cape Town Sea Point                   | * Protea Hotel Fire & Ice! Pretoria Menlyn                   | * Protea Hotel Klerksdorp                     | * Protea Hotel Oudtshoorn Riempie Estate  | * Protea Hotel Worcester Cumberland         |
| * Protea Hotel Cape Town Tyger Valley                | * Protea Hotel Franschhoek                                   | * Protea Hotel Knysna Quays                   | * Protea Hotel Polokwane Landmark         | * Protea Hotel Zebula Lodge                 |
| * Protea Hotel Cape Town Waterfront Breakwater Lodge | * Protea Hotel Harrismith Montrose                           | * Protea Hotel Mahikeng                       | * Protea Hotel Polokwane Ranch Resort     |                                             |

- Tanzania

| * Protea Hotel Dar es Salaam Amani Beach | * Protea Hotel Dar es Salaam Courtyard | * Protea Hotel Dar es Salaam Oyster Bay |

- Uganda

| * Protea Hotel Entebbe | * Protea Hotel Kampala | * Protea Hotel Kampala Skyz |

- Zambia

| * Protea Hotel Chingola | * Protea Hotel Lusaka            | * Protea Hotel Lusaka Safari Lodge |
| * Protea Hotel Chipata  | * Protea Hotel Lusaka Cairo Road | * Protea Hotel Lusaka Tower        |